# 蓬雷米
蓬雷米（法語：Pont-Remy，亦作，法語發音：[pɔ̃ ʁemi]）是法国上法蘭西大區索姆省的一个市镇，属于阿布维尔区。

## 地理
蓬雷米（50°3'13"N, 1°54'10"E）面积9.93 平方千米，位于法国上法蘭西大區索姆省，该省份为法国北部沿海省份，北起加来海峡省和北部省，西接滨海塞纳省和大西洋英吉利海峡，南至瓦兹省，东临埃纳省。
与蓬雷米接壤的市镇（或旧市镇、城区）包括：贝朗库尔、科克雷勒、索姆河畔欧库尔、埃龙代勒、索姆河畔方丹、弗朗西耶尔、列尔库尔。

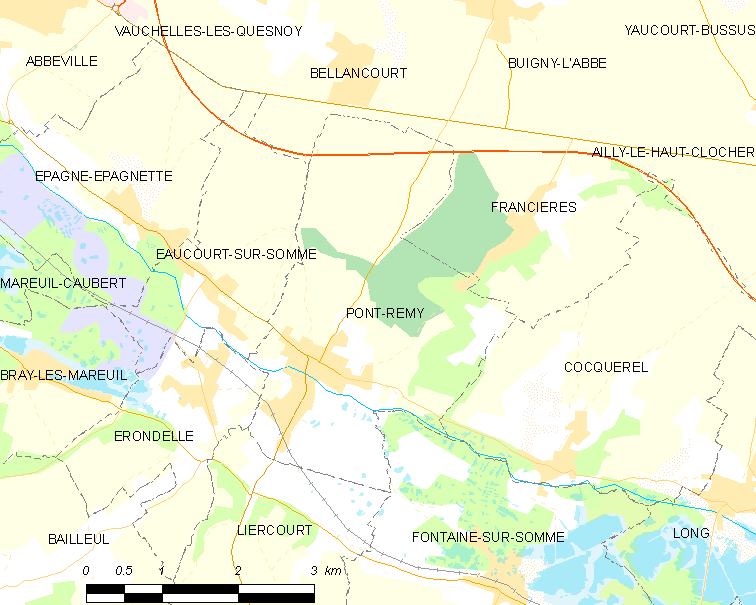
蓬雷米的OSM定位图

蓬雷米的时区为UTC+01:00、UTC+02:00（夏令时）。

## 行政
蓬雷米的邮政编码为80580，INSEE市镇编码为80635。

## 政治
蓬雷米所属的省级选区为吕镇县。

## 人口

1962-2008年间蓬雷米人口变化图示

蓬雷米于2022年1月1日时的人口数量为1467人。